# El libro de los mártires

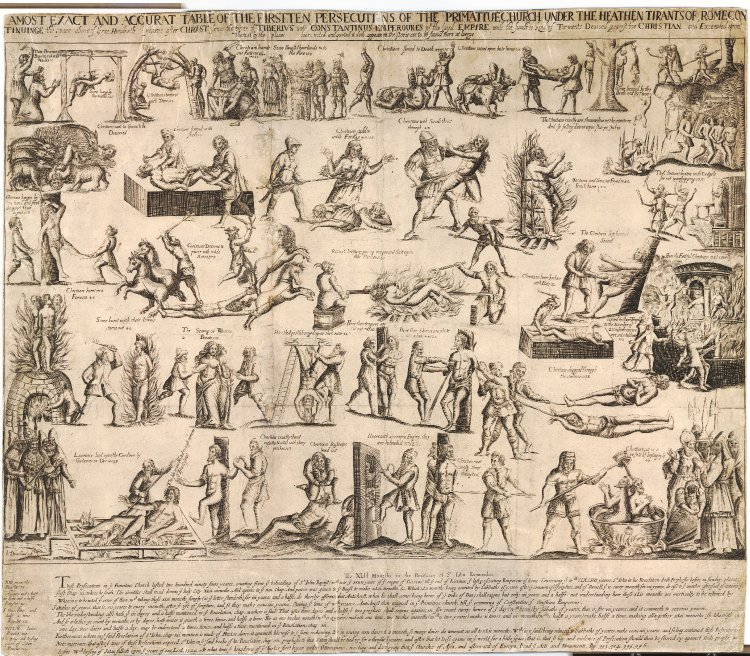
John Droeshout: ilustración para la edición de 1641 de Acts and Monuments: «A Most Exact and Accurat Table of the Firstten Persecutions of the Primative Church under the Heathen Tirants of Rome». Representación de las torturas sufridas por los primeros cristianos bajo el Imperio romano.

El libro de los mártires, escrito por John Foxe y publicado por primera vez por John Day en 1563, con muchas ediciones subsecuentes hechas por el mismo editor, es una descripción de las persecuciones de protestantes, principalmente en Inglaterra, y de otros grupos de siglos anteriores, quienes eran considerados por Foxe y otros de sus contemporáneos, tales como John Bale, como los precursores de la reforma protestante a través de la cual el linaje de la Iglesia de Inglaterra puede ser rastreado.
Aunque el trabajo se conoce comúnmente como El libro de Foxe de los mártires, el título completo es Actes and Monuments of these Latter and Perillous Days, touching Matters of the Church. El trabajo fue producido e ilustrado pródigamente con gran cantidad de grabados en madera. 
La primera parte del libro trata sobre los primeros mártires cristianos, narra una breve historia de la Iglesia medieval, incluyendo la Inquisición, y una historia de Wiclef y del  movimiento de los lolardos (Foxe los consideraba «la estrella de la mañana» de la Reforma). La segunda parte trata de los reinados de Enrique VIII y Eduardo VI, y en el tercero del reinado de María.
Las descripciones que Foxe hizo del reinado de María y de los martirios que ocurrieron durante el mismo, fueron muy influyentes en la formación de una identidad nacional inglesa y protestante. La intención de Foxe era desenmascarar a la Iglesia católica, centrándose sobre todo en la persecución de la reina María I, y establecer una justificación histórica para la fundación de la Iglesia de Inglaterra como la encarnación contemporánea de la verdadera Iglesia católica, y no como una nueva religión o secta.
La descripción de Foxe de los años del reinado de María está basada en la continuación de 1559 de Robert Crowley de una historia de 1549 de Thomas Cooper, que a su vez era la continuación de un trabajo comenzado por Thomas Lanquet. Cooper, quien se hizo obispo en la época de Isabel I, objetó duramente la apropiación de Crowley de su historia e hizo rápidamente dos nuevas «ediciones corregidas». 
Foxe continuó recogiendo material para ampliar su trabajo a través de toda su vida, realizando tres ediciones revisadas. Después de terminar la segunda (1570), la Convocación ordenó que cada iglesia catedral tuviera una copia.
El trabajo de Foxe fue enorme (la segunda edición llenaba dos pesados volúmenes con 2300 páginas en total) y la producción del editor John Day, quien trabajaba cercanamente a Foxe, fue el proyecto de publicación más grande hecho en Inglaterra hasta ese momento.